# Прімера Федерасьйон
Прімера Федерасьйон (ісп. Primera Federación), раніше відомий як Прімера Дивізіон КІФФ — третій за значимістю дивізіон у системі футбольних ліг Іспанії після Прімери та Сегунди, заснований у 2021 році замість Сегунди Б. Він управляється Королівською іспанською футбольною федерацією .

## Історія
У 2020 році Королівська іспанська федерація футболу оголосила про створення трьох нових дивізіонів, двох напівпрофесіональних та одного аматорського: Прімера Дивізіон КІФФ як новий третій рівень іспанської футбольної системи; Сегунда Дивізіон КІФФ як новий четвертий рівень (при проведенні змагання використовується той самий принцип, що використовувався у Сегунді Б); і Терсера Дивізіон КІФФ як новий п'ятий рівень (так само, як і в Терсері, відповідно до правил проведення якого утворюються групи, які обмежені будь-якою автономною спільнотою та керуються місцевими органами управління).
У липні 2022 року Перший дивізіон Королівської іспанської футбольної федерації (ісп. Primera División RFEF) був перейменований на Прімера Федерасьйон (ісп. Primera Federación).

## Формат проведення
Дивізіон складається із 40 команд, які поділені на дві групи по 20 у кожній. На перший сезон розіграшу турніру список учасників розподілився таким чином: 4 команди, які залишили Сегунду за підсумками минулого сезону, та 36 команд-учасниць Сегунди Б.
За підсумками чемпіонату команда-переможець кожної групи автоматично отримує підвищення у класі, піднімаючись на один рівень ліг вище (у Сегунду), а команди, які посіли друге-п'яте місце у своїх групах, зіграють у плей-оф за підвищення. По п'ять найгірших команд в кожній групі покидають цей дивізіон та вилітають до нижчої ліги.

## Треті дивізіони у системі футбольних ліг Іспанії
- 1929 — Сегунда Б
- З 1929/30 по 1976/77 — Терсера
- З 1977/78 по 2020/21 — Сегунда Б